# Ómica
Las Ómicas (también, denominadas por el sufijo -ómicas) es un grupo de disciplinas en biología, tales como la genómica, transcriptómica, proteómica, metabolómica, metagenómica y la fenómica. Estas tienen como objetivo la identificación, caracterización y cuantificación de conjuntos de biomoléculas y procesos moleculares que originan la estructura, función y dinámicas de células, tejidos y organismos.En conjunto, estas disciplinas contribuyen al conocimiento de los procesos que convierten el genotipo en fenotipo.
El sufijo -óma se utiliza para designar los objetos de estudio de estas disciplinas, tales como el genoma, el transcriptoma y el proteoma, respectivamente. En biología molecular concretamente se refiere a la totalidad de un conjunto de componentes (Ej.: El genoma es la totalidad del ADN de un organismo).

## Etimología
<< -Ómica >> es un neologismo derivado del alemán Genom ('Gen'  -om '-oma') que en Biología Molecular se utiliza como sufijo para referirse al estudio de la totalidad o del conjunto de algo, como genes, organismos de un ecosistema, proteínas, o incluso las relaciones entre ellos.
Este sufijo deriva del griego -oma  ωμα. que indica conjunto o masa.

## Aplicaciones
La Epigenómica y la Lipidómica son nuevas ómicas emergentes que están atrayendo mucha atención en la comunidad científica. También hay otras ómicas menos conocidas como la Interactómica, la alimentómica o foodomica, la thanatometabolómica, la Secretómica, la glicomica, así como la multiómica que se centra en el estudio de las interacciones entre varias ómicas a la vez